# Burhan G
Burhan Genç Koç (født 20. januar 1983), bedre kendt som Burhan G, er en dansk R&B og pop-sanger og sangskriver og producer. Efter de to engelsksprogede album, Playground (2004) og Breakout (2007), brød Burhan G igennem med sit selvbetitlede album fra 2010 med dansksprogede popsange. Albummet har affødt seks hitsingler. Burhan G har haft 13 top 10 singler på den danske hitliste, og modtaget adskillige guld- og platinplader.
Burhan G nævner udenlandske forbilleder som Timbaland, Rodney Jerkins, Michael Jackson, Kanye West, Donny Hathaway, Tyrese Gibson, Michael McDonald og Prince.

## Karriere

### 1983–2002: Opvækst og tidlig karriere
"De var jo bare nogle ældre drenge fra gården, der havde de samme drømme som mig. Jeg var den lille irriterende møgunge, der bed sig fast og ville med, men de var rigtigt søde, og det var en kæmpe ting for mig at komme med på kor med meget tidligt i forløbet, før de fik pladekontrakt og så de følgende fem år."
Burhan G er opvokset i boligområdet Kisumparken i Brøndby Strand, sammen med en lillesøster og forældrene, der er af kurdisk-tyrkisk oprindelse.
Her mødte Burhan medlemmerne af hiphop-gruppen Outlandish, inden de havde fået deres musikalske gennembrud. Om gruppens betydning for sangerens egen karriere har Burhan G udtalt, at "Outlandish' var den bedste uddannelse, du kunne få."
Mens Burhan G gik i folkeskole optrådte han som solosopran i Københavns Drengekor på Sankt Annæ Gymnasium, hvor han startede i tredje klasse. Efter folkeskolen startede han på Avedøre Gymnasium i Hvidovre, men forlod uddannelsen i 2.G i år 2000, og valgte i stedet at forfølge en musikkarriere.
Burhan G's musikkarriere startede da han kom på turne som backingsanger for Outlandish i 1999, i en alder af 16 år. Efterfølgende leverede han omkvædet til gruppens gennembrudshit "Walou" (2000). I 2001 medvirkede han på rapperen U$Os "I går var det en vild nat", der ifølge Koda var dette års største sommerhit på P3. Tidligt i karrieren medvirkede Burhan G også på numre med blandt andre Funk Flush og Cas.

### 2003–2007:PlaygroundogBreakout
Burhan G solodebuterede med signatur-tracket "Burhan G", der var P3's Uundgåelige i september 2003. Ved P3 Guld 2003 var han nomineret til prisen som P3 Talentet, som blev vundet af Tue West. Året efter, den 24. maj 2004, fulgte debutalbummet Playground på pladeselskabet BMG, hvor især titelnummeret (endnu en P3's Uundgåelige) og "Take U Home" gjorde sig særligt bemærket. Soul og R&B-stilen på Playground var især inspireret af Usher, Justin Timberlake og Craig David. Ifølge Burhan G var albummet "den første rendyrkede r&b-plade i Danmark". Albummet var hovedsageligt lavet i samarbejde med producerduoen Maximum Risk.
Playground gav i 2005 Burhan G tre Danish Music Awards-nomineringer, og han vandt prisen for Årets nye navn. Samme år vandt han prisen for Årets danske album ved Danish DeeJay Awards, og var nomineret til både P3 Prisen og P3 Gennembruddet ved P3 Guld.
Efterfølgende blev det til et par gæsteoptrædener hos blandt andre Majid, Kisa og Karina Kappel samt en skæring på Fidibus-soundtracket ("Live Ur Life"). Burhan G var med til at skrive og bidrog med vokal til "Let Me Think About It" til Ida Corrs album Robosoul fra 2006. I september 2007 udkom den i en remixet udgave af den hollandske house-dj Fedde le Grand, der gjorde nummeret til et internationalt hit med #1-placeringer på dance-hitlisterne i Storbritannien og USA. Singlen opnåede desuden en andenplads på den britiske hitliste.
I marts 2007 fik Burhan G nyt pladeselskab, da han skiftede fra BMG til Copenhagen Records. Den 10. september 2007 udkom hans andet album Breakout, og især albummets første single "Who Is He" blev en stor succes. Nummeret er skrevet og produceret af Burhan G selv i samarbejde med Frederik Tao fra Maximum Risk.

### 2008–2011: Kommercielt gennembrud medBurhan G
Burhan G skrev og producerede "Tag med mig" til Basims debutalbum, Alt det jeg ville have sagt, der udkom i oktober 2008. Samme år var han med til at skrive "Bang That Box" til den amerikanske dj Roger Sanchez og Terri B., ligesom han sang vokal på nummeret.
I sommeren 2008 udgav Burhan G sin første dansksprogede single "Kun dig", en sjæler der handler om den uudslukkelige kærlighed til den eneste ene. Sangen er skrevet i samarbejde med Claus Seest, og produceret af Burhan G selv. Burhan G medvirkede på nummeret "Everything Changes" fra den tyske house-dj Dominik de Leon, som han havde lagt tekst og vokal til. Singlen udkom i Europa i juni 2009. Senere samme måned udkom andensinglen "Jeg vil ha' dig for mig selv", der er skrevet i samarbejde med Rasmus Seebach, og sampler Milli Vanilli-nummeret fra 1988, "Girl You Know It's True". Dele af sangteksten er hentet fra Nik & Jays sang "I Love Ya", og i november udkom en version hvor netop Nik & Jay også lægger vokal til. Den tredje single, "Mest ondt", blev sluppet den 8. marts 2010, og gæstes af sangerinden Medina. Singlen røg til tops på den danske single-hitliste, og blev dermed Burhan G's første nummer ét-hit..
Burhan G har været med til at skrive og producere sangen "Domino Effect" til den engelske dancepop-duo Addictive, der udkom den 19. oktober 2009.
Burhan G's selvbetitlede tredje album, der er sangerens første dansksprogede album, udkom den 12. april 2010. I en pressemeddelelse fortalte Burhan G om valget om at udtrykke sig på dansk, "Jeg har lavet denne plade på dansk primært fordi jeg elsker musik og fordi jeg elsker alle de forskellige måder man kan udtrykke sig på. Jeg har lavet engelske plader indtil nu og lavede de her danske numre undervejs i processen", og forklarede at inspirationen kom fra danske kunstnere som Kim Larsen, Anne Linnet, og Sanne Salomonsen. På albummet har Burhan G samarbejdet med sangskrivere som Rasmus Seebach, Nik & Jay, Sarah West, og Ankerstjerne, mens Burhan G selv står for størstedelen af produktionen. Albummet gik ind som nummer fire på album-hitlisten, og blev certificeret platin den 21. december 2010 af IFPI.
I 2010 var han med til at skrive singlen "Tænder mig" til popgruppen Sukkerchoks andet album, De 1000 drømmes nat, der udkom i oktober måned.
Den 23. august 2010 udkom fjerde single, "Tættere på himlen" med Nik & Jay. Sangen fik stor opmærksomhed for dens musikvideo, hvor alle tre artister optræder i bar overkrop, inspireret af videoen til "Untitled (How Does It Feel)" med den amerikanske sanger D'Angelo. Singlen blev Burhan G's andet nummer ét-hit i træk. Den 31. januar 2011 udkom "Søvnløs" som femte single fra albummet. Singlen har solgt platin, og dermed har alle fem singler fra Burhan G solgt enten guld eller platin.
I maj 2011 medvirkede Burhan G på sangeren Ankerstjernes debutsingle, "Tag hvad du vil". Singlen har opnået stor succes, og har ligget nummer to på både single- og airplay-listen. Nummeret har endvidere modtaget platin for 30.000 solgte downloads. Burhan G var med til at skrive og producere Ankerstjernes debutalbum af samme navn, der udkom i oktober 2011.
Den 26. august 2011 udsendte Burhan G singlen "Jeg' i live", der er en coverversion af Sanne Salomonsen og Thomas Helmigs nummer fra 1989, der var at finde på Salomonsen-albummet Sanne. Sangen var første single fra en genudgivelse af Burhan G-albummet fra 2010, der også indeholder en DVD med akustiske liveoptagelser og musikvideoer. Genudgivelsen udkom den 3. oktober 2011 med fire nye numre foruden "Jeg i live". Burhan G modtog i december 2011 firedobbelt-platin af IFPI for 80.000 solgte eksemplarer. Albummet var det fjerde bedst sælgende album i 2011.

### 2012–2019:Din for evigt
I juni 2012 meddelte Burhan G at han arbejdede på sit fjerde studiealbum, som har fået titlen Din for evigt. Albummets titel er også navnet på den første single, der ligesom resten af albummet er skrevet i samarbejde med Ankerstjerne. Singlen "Din for evigt" udkom i marts 2013, og blev et top-fem hit på download-, streaming- og airplay-hitlisterne.. Singlen har modtaget dobbelt platin for 3,6 millioner streams. I oktober 2013 udkom albummet, som Burhan G betegner som sit mest personlige til dato, da det omhandler hans forhold til psykologen Sarah Zobel. Igennem 2013 og 2014 udsendte Burhan G yderligere singlerne "Kalder mig hjem", "Ikke i nat, ikke endnu", og "Karma", der alle opnåede stor succes på streaming-hitlisten.. I 2014 indspillede han en dansk-svensk duet, Kærlighed & Krig med den svenske sangerinde Molly Sandén.
Den 29. december 2015 blev Burhan G og Sarah Zobel forældre til sønnen Dallas Zobel Genc. Det er parrets første barn, mens Sarah Zobel har to børn fra et tidligere forhold.
Burhan G udsendte singlen "Lucy" den 26. august 2016. Singlen er forløber for Burhan G's kommende femte studiealbum. Sangen handler ifølge Burhan G én af de piger han har mødt i sit liv: ""Lucy" er en "guilty pleasure", det er en følelse. Det er det forbudte, der er så godt, selv om det er forkert."

### 2020-nu: Pause på ubestemt tid
Burhan valgte i 2020, at gå på musikalsk pause på ubestemt tid.

## Diskografi

### Album
| År   | Titel          | Højeste placering | Certificering |
| År   | Titel          | Danmark           | Certificering |
| ---- | -------------- | ----------------- | ------------- |
| 2004 | Playground     | 29                |               |
| 2007 | Breakout       | 15                |               |
| 2010 | Burhan G       | 2                 | - 6× Platin   |
| 2013 | Din for evigt  | 1                 | - Platin      |
| 2016 | Pas på pigerne | 4                 | - Guld        |
| 2019 | Et barn af jul | 2                 | - Guld        |

### Singler
| År                                                               | Sang                                            | Højeste placering | Højeste placering | Højeste placering | Certificering                               | Album             |
| År                                                               | Sang                                            | Download          | Streaming         | Airplay           | Certificering                               | Album             |
| ---------------------------------------------------------------- | ----------------------------------------------- | ----------------- | ----------------- | ----------------- | ------------------------------------------- | ----------------- |
| 2003                                                             | "Burhan G"                                      | 4                 | —                 | 3                 |                                             | Playground        |
| 2004                                                             | "Playground"                                    | —                 | —                 | 1                 |                                             | Playground        |
| 2004                                                             | "Take U Home"                                   | —                 | —                 | —                 |                                             | Playground        |
| 2007                                                             | "Who Is He"                                     | 9                 | —                 | 3                 | - Guld (download)                           | Breakout          |
| 2007                                                             | "Can't Let U Go"                                | 25                | —                 | —                 |                                             | Breakout          |
| 2008                                                             | "Sacrifice"                                     | —                 | —                 | —                 |                                             | Breakout          |
| 2008                                                             | "Kun dig"                                       | 20                | —                 | 16                | - Guld (download)                           | Burhan G          |
| 2009                                                             | "Jeg vil ha' dig for mig selv"                  | 8                 | —                 | 20                | - Platin (download) - Guld (streaming)      | Burhan G          |
| 2010                                                             | "Mest ondt" (featuring Medina)                  | 1                 | —                 | 1                 | - Platin (download) - Guld (streaming)      | Burhan G          |
| 2010                                                             | "Tættere på himlen" (featuring Nik & Jay)       | 1                 | 5                 | 6                 | - Platin (download) - Platin (streaming)    | Burhan G          |
| 2011                                                             | "Søvnløs"                                       | 9                 | 4                 | 15                | - Platin (download) - Platin (streaming)    | Burhan G          |
| 2011                                                             | "Jeg' i live"                                   | 2                 | 3                 | 2                 | - 2× Platin (download) - Platin (streaming) | Burhan G          |
| 2013                                                             | "Din for evigt"                                 | 1                 | 3                 | 4                 | - Platin (download) - 2× Platin (streaming) | Din for evigt     |
| 2013                                                             | "Kalder mig hjem"                               | 1                 | 2                 | 2                 | - Guld (download) - 2× Platin (streaming)   | Din for evigt     |
| 2013                                                             | "Hvorfor ikke mig"                              | 18                | —                 | —                 |                                             | ikke-album single |
| 2014                                                             | "Ikke i nat, ikke endnu"                        | 11                | —                 | —                 | - Platin (streaming)                        | Din for evigt     |
| 2014                                                             | "Karma" (featuring L.O.C.)                      | 1                 | 3                 | 2                 | - Guld (download) - Platin (streaming)      | Din for evigt     |
| 2014                                                             | "Kærlighed & krig" (featuring Molly Sandén)     | 3                 | 3                 | 6                 | - Platin                                    | Din for evigt     |
| 2016                                                             | "Lucy"                                          | 36                | 36                | 1                 | - Guld                                      | Pas på pigerne    |
| 2016                                                             | "Nathalia"                                      | —                 | —                 | 18                |                                             | Pas på pigerne    |
| 2016                                                             | "Diana"                                         | —                 | —                 | 8                 |                                             | Pas på pigerne    |
| 2017                                                             | "Alle elsker kærlighed" (featuring Rasmus Nøhr) | —                 | —                 | 8                 |                                             | Pas på pigerne    |
| 2017                                                             | "Tinka" (featuring Frida Brygmann)              | 5                 | 5                 | 8                 |                                             | ikke-album single |
| "—" markerer en udgivelse der ikke opnåede en hitlisteplacering. |                                                 |                   |                   |                   |                                             |                   |

#### som gæstesanger
| År                                                             | Sang                                                           | Højeste placering | Højeste placering | Certificering                            | Album                 |
| År                                                             | Sang                                                           | Download          | Streaming         | Certificering                            | Album                 |
| -------------------------------------------------------------- | -------------------------------------------------------------- | ----------------- | ----------------- | ---------------------------------------- | --------------------- |
| 2004                                                           | "Somebody to Lean On" (Majid featuring Burhan G)               | —                 | —                 |                                          | Life Knowledge Poetry |
| 2005                                                           | "Beyond Words" (Outlandish featuring Burhan G)                 | —                 | —                 |                                          | Closer Than Veins     |
| 2008                                                           | "Kun for mig" (Medina featuring Burhan G)                      | —                 | —                 |                                          | ikke-album single     |
| 2008                                                           | "En slags kærlighed" (Waqas featuring Burhan G)                | —                 | —                 |                                          | Øko Logik             |
| 2009                                                           | "Everything Changes" (Dominik de Leon vs Burhan G)             | —                 | —                 |                                          | ikke-album single     |
| 2011                                                           | "Bølgerne ved vesterhavet" (Nik & Jay & Eivør & Burhan G)      | 28                | —                 |                                          | Engle eller dæmoner   |
| 2011                                                           | "Tag hvad du vil" (Ankerstjerne featuring Burhan G)            | 2                 | 2                 | - Platin (download) - Platin (streaming) | Ankerstjerne          |
| 2011                                                           | "Kender mig nu" (Ankerstjerne featuring Burhan G)              | —                 | —                 |                                          | Ankerstjerne          |
| 2011                                                           | "Nu er vi to" (Ankerstjerne featuring Burhan G)                | —                 | —                 |                                          | Ankerstjerne          |
| 2011                                                           | "Good Man" (Majid featuring Burhan G)                          | —                 | —                 |                                          | Love/Lies             |
| 2011                                                           | "Fugt i fundamentet" (Nik & Ras featuring Pharfar og Burhan G) | 1                 | 4                 | - Guld (download) - Guld (streaming)     | ikke-album single     |
| "—" marker en udgivelse der ikke opnåede en hitlisteplacering. |                                                                |                   |                   |                                          |                       |